# Efecto mecha
El efecto de mecha (en inglés: wick effect, lit. 'efecto vela') es el nombre que recibe la destrucción parcial de un cuerpo humano por el fuego, cuando la ropa de la víctima absorbe la grasa humana derretida y actúa como la mecha de una vela. El efecto mecha es un fenómeno que se encuentra que ocurre en ciertas condiciones y se ha observado a fondo. Es una explicación comúnmente ofrecida para el supuesto fenómeno de combustión humana espontánea (CHE).

## Detalles
La teoría del efecto de la mecha dice que una persona se mantiene en llamas a través de sus propias grasas después de ser encendida, accidental o de otra manera. El cuerpo humano vestido actúa como una vela "de adentro hacia afuera", con la fuente de combustible (grasa humana) en el interior y la mecha (la ropa de la víctima) en el exterior. Por lo tanto, hay un suministro continuo de combustible en forma de grasa derretida que se filtra en la ropa de la víctima. La grasa contiene una gran cantidad de energía debido a la presencia de largas cadenas de hidrocarburos.

## Ejemplos

### Caso Mary Reeser
Mary Reeser (1884–1951) de St. Petersburg, Florida, fue una presunta víctima de combustión humana espontánea.  También se pensó que se había encendido accidentalmente con un cigarrillo. Así que la grasa absorbida en la ropa podría haber sido el combustible para el fuego. En la escena, los investigadores encontraron grasa derretida en la alfombra cerca del cuerpo de Mary.

### 1963 caso Leeds
Una investigación de un caso de 1963 en Leeds incluyó un experimento con un efecto de mecha. Una pequeña porción de grasa humana se envolvió en un paño para simular la ropa. Luego se aplicó la llama de  un quemador Bunsen a la 'vela'. Debido al alto contenido de agua de la grasa humana, la llama tuvo que mantenerse en la "vela" durante más de un minuto antes de que se prendiera fuego:

«Se encendió un extremo de la vela mediante un mechero Bunsen, incendiándose la grasa luego de aproximadamente un minuto. Aunque en ese momento se retiró el mechero, la combustión de la grasa continuó lentamente en todo su largo con una llama amarilla y gran producción de hollín, consumiéndose completamente en cerca de una hora.»

Esto da alguna indicación de la velocidad lenta con la que procederá el efecto de mecha.

### 1991 asesinato de Oregón
En febrero de 1991, en un bosque cerca de Medford, Oregón, EE. UU., Dos excursionistas se encontraron con el cuerpo en llamas de una mujer adulta, acostada boca abajo sobre las hojas caídas. Alertaron a los funcionarios y pronto llegó un diputado local del alguacil. La víctima fue descrita como "bien nutrida" . La habían apuñalado varias veces en las regiones superiores del pecho y la espalda. Ambos brazos se extendieron hacia afuera desde el torso. La parte inferior de las piernas y la superficie del cuello mostraron signos de daño por fuego. Se consumieron los tejidos blandos del brazo derecho, torso y parte superior de las piernas. La mayoría de los huesos de estas partes conservaron su integridad, aunque aumentó la friabilidad .  Entre la mitad del pecho y las rodillas, las partes carnosas del cuerpo fueron destruidas en su mayoría. El personal de la escena del crimen informó que la pelvis y la columna vertebral eran "no recuperables", habiéndose reducido a un polvo gris. Su asesino había empapado la ropa y el cadáver en casi una pinta de líquido de arranque de barbacoa y la había incendiado. En el ambiente al aire libre bien oxigenado, esta combinación de circunstancias (un cuerpo inmóvil y vestido con una alta proporción de grasa a músculo, acelerante (líquido más ligero) e ignición artificial) lo hizo primordial para que se produjera el efecto de mecha. El asesino fue arrestado e hizo una confesión completa. Afirmó haber encendido el cuerpo unas trece horas antes de que fuera descubierto.

### Experimento de 1998
Un experimento a mayor escala realizado para el programa de televisión de la BBC Q. E. D. involucró el cuerpo de un cerdo muerto envuelto en una manta y colocado en una habitación amueblada. La manta fue encendida con la ayuda de una pequeña cantidad de gasolina. El cuerpo tardó un tiempo en encenderse y se quemó a una temperatura muy alta con llamas bajas. El calor se acumuló en la parte superior de la habitación y derritió un televisor.  Sin embargo, las llamas causaron muy poco daño a los alrededores, y el cuerpo se quemó durante varias horas antes de que fuera extinguido y examinado. En el examen se observó que la carne y los huesos en la porción quemada habían sido destruidos.

### 2006 caso Geneva
En octubre de 2006, el cuerpo de un hombre fue descubierto en su hogar en Ginebra, casi completamente incinerado entre la mitad del pecho y las rodillas, probablemente debido a un ataque cardíaco mientras fumaba, seguido del efecto mecha. La silla que contenía el cuerpo se consumió en su mayoría, pero otros objetos en la habitación estaban casi intactos, aunque estaban cubiertos con una capa aceitosa o grasa marrón. La fuente del incendio fue probablemente por un cigarrillo. El perro del hombre también murió en otra habitación del apartamento del hombre; esto fue atribuido a la intoxicación por monóxido de carbono.

### 2010 caso Galway (Michael Faherty)
En diciembre de 2010, el cuerpo cremado de un hombre fue encontrado en su casa en Clareview Park en Ballybane, en la ciudad irlandesa de Galway (Parris-Long, 2011). Los investigadores del fuego concluyeron que no se usaron aceleradores y que la chimenea no fue la causa del incendio. El forense en el caso no pudo identificar la causa de la muerte debido a un daño extenso del órgano interno y concluyó que "este [caso] encaja en la categoría de combustión humana espontánea, para la cual no existe una explicación adecuada".